# William McCrum
William McCrum est un footballeur nord-irlandais, né le 7 février 1865 à Milford et mort le 21 décembre 1932 à Armagh. Il est l'inventeur du « Penalty Shot » au football.
Il a été membre de l'Association irlandaise de football.

## Biographie
Fils de Robert McCrum Garmany.
Il était gardien de but au Milford Football Club.